# آشور-ندین-آپلی
آشور-ندین-اپلی (به انگلیسی: Aššūr-nādin-apli)، کتیبه m aš-šur- SUM-DUMU.UŠ، پادشاه آشور (۱۲۰۶ پیش از میلاد - ۱۲۰۳ پیش از میلاد یا ۱۱۹۶ پیش از میلاد - ۱۱۹۴ پیش از میلاد گاهشماری کوتاه) بود. تاریخ گذاری متناوب به دلیل عدم اطمینان در مورد طول سلطنت یک پادشاه بعدی، نینورتا-اپل-اکور است، جایی که لیست‌های متضاد پادشاهان ده سال متفاوت است. نام او در زبان اکدی به معنای «آشور وارث است» بود. او پسر توکولتی-نینورتای یکم بود.

## زندگی‌نامه

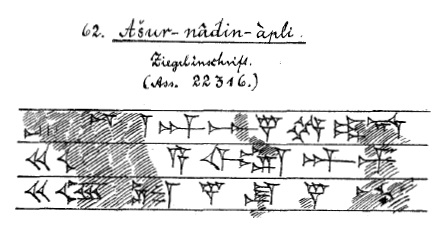
هنر خط شرودر برای کتیبه آجری آشور-نادین آپلی.

وقایع مربوط به سرنگونی توکولتی-نینورتا تا حدودی در هاله‌ای از رمز و راز باقی مانده‌است. به نظر می‌رسد که فتوحات نظامی او در نیمه اول سلطنت او با دانش مدرن رخ داده‌است که نشان می‌دهد اوج پیروزی او در برابر Kaštiliašu IV و شهر بابل در طول دو لشکرکشی در طول سیزدهمین و پانزدهمین سال او رخ داده‌است. اگر قرار دادن اپونیم آشوری آشور بل ایلانی صحیح باشد. بخش آخر تغییر او در حالی که ارتش آشوری بیش از حد تلاش می‌کرد تا امتیازهای قبلی را حفظ کند و این ممکن است دلیل سرنگونی او بوده باشد.
در نسخه‌های «فهرست پادشاه آشور» آمده‌است که «آشور نادین» یا «نَشیر آپلی»، «فهرست پادشاه ناسوحی» (NaKL) و «فهرست شاه خرساباد» (KhKL) آشور-نادین-اپلی می‌گوید، اما «فهرست پادشاه حوزه‌های علمیه ادونتیست روز هفتم» (SDAS) می‌گوید آشور-نصیر-اپلی.</ref> his son, seized the throne (for himself and) ruled for three or four برینکمن می‌گوید: «مشخص نیست که یک یا دو شاهزاده در پشت سنت‌های متناقض کاتبان نهفته باشند.»" اما گریسون تاکید بیشتری دارد، «به نظر می‌رسد حداقل دو پسر وجود داشته‌است.» اما یامادا استدلال می‌کند که این اشتباه کتبی با جانشینی بعدی توکولتی-نینورتای دوم توسط آشور-ناصیر-پال دوم (به اکدی: Aššūr-nāṣir-apli II) بود. نام‌ها فقط با یک نویسه میخی متفاوت است، PAB برای nāṣir و SUM برای nādin. «تواریخ P» بابلی به یاد می‌آورد: «اشور-نصیر-اپلی، پسرش («مارشو») و افسران آشور شورش کردند، او را از تاج و تختش برداشتند و در اتاقی حبس کردند. و او را کشت.»
فقط یک همنام برای حکومت او مشخص شده‌است، نام Erib-Sîn، که قدمت لوح سنگی را دارد. لوحی مربوط به این سال نیز در تل تابان، محل ایالت تابعه تاباتو در نزدیکی حسکه امروزی، در حفاری‌های نجات به سرپرستی هیروتوشی نوموتو، پیش از ساختن سدی در شمال شرقی سوریه، پیدا شد. پادشاه تاباتو یک مقام آشوری به نام ادد-بل-گابه (Adad-bēl-gabbe) که حکومت او شامل چهار پادشاه آشوری بود که ظاهراً تحت تأثیر آشفتگی در قلب امپراتوری قرار نداشتند.
جانشین او آشور-نیراری سوم (به اکدی: Aššur-nerari III) شد که یا پسر یا برادرزاده او بود، باز هم بسته به وجود آشور-ناصیر آپلی.